# Ampulex
Ampulex ist eine Gattung der Grabwespen (Spheciformes) aus der Familie Ampulicidae. Sie ist weltweit verbreitet, wobei ihr Verbreitungsschwerpunkt in den Tropen liegt. Es sind 118 Arten bekannt, von denen zwei in Europa auftreten, eine davon auch in Mitteleuropa.

## Merkmale
Der Prothorax der Tiere ist deutlich halsartig gestreckt, die Vorderflügel besitzen nur zwei Cubitalzellen und ein Frontallobus überragt jeweils die Fühlerwurzeln. Die letzten Segmente des Gasters der Weibchen sind seitlich verschmälert. Die Weibchen besitzen zudem einen Vorsprung an der Basis der Mandibeln. Werden die Mandibeln um das Pronotum einer Schabe geklammert, klemmt dieser Vorsprung den dünnen Seitenrand des Pronotums zusätzlich zwischen die Mandibelbasis und den Clypeus der Weibchen, der nasenförmig ausgezogen ist.

## Lebensweise

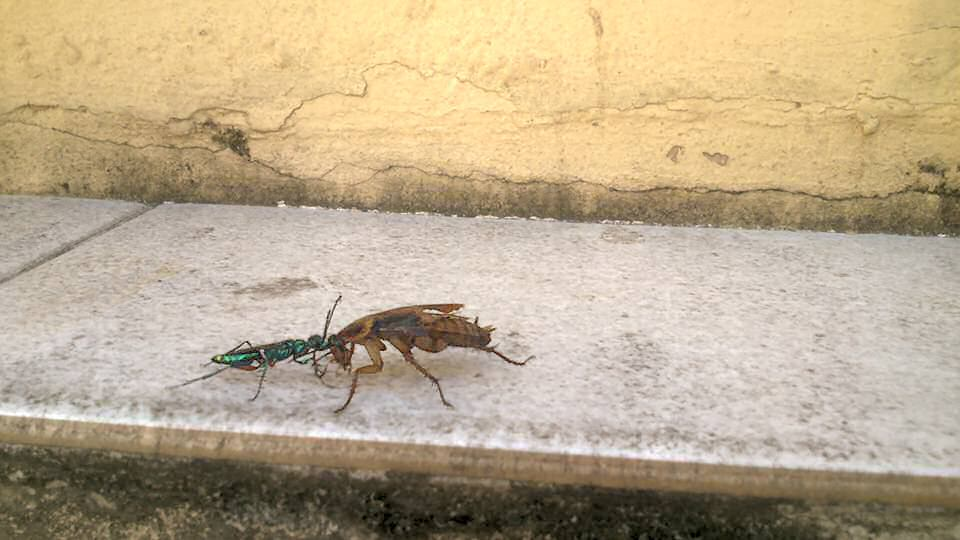
Ein Ampulexweibchen führt eine betäubte Schabe zum Unterschlupf für die Eiablage.

Die Weibchen von Ampulex versorgen ihre Brut mit Schaben. Manche Arten jagen ihre Beute sogar in Häusern, weswegen etwa Ampulex compressa auf Hawaii zur Schädlingsbekämpfung eingeführt wurde. Ist die Beute gepackt, wird sie mit Stichen in die Gelenkhäute der Hüften (Coxen) des ersten Brustsegment für einige Minuten betäubt, so dass sie die angreifende Wespe nicht mehr abwehren kann. Durch einen weiteren Stich in den Hals verliert die Schabe ihren Fluchtreflex. Danach beißt das Weibchen einen Teil der Antennen ab, ergreift die Schabe mit den Mandibeln an einer Antenne und führt sie so zum vorgesehenen Unterschlupf, wo sie ein einzelnes Ei auf die Schabe legt. Abschließend wird der Bau mit vorhandenem Material abgedeckt. Nach dem Schlupf dringt die Wespenlarve in die Schabe ein, von der sie sich bis zur Verpuppung ernährt.

## Taxonomie (Europa)
- Ampulex fasciata Jurine, 1807
- Ampulex ruficollis Cameron, 1888

## Belege